# NGC 6989
NGC 6989 este o galaxie situată în constelația Lebăda. A fost descoperită în 11 septembrie 1790 de către William Herschel.